# Tigre di carta

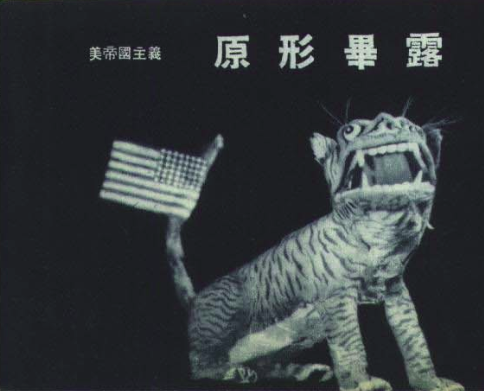
Tigri di carta con bandiera statunitense, 1950

Tigre di carta è la traduzione letterale di zhilaohu (紙老虎T, 纸老虎S), un modo di dire cinese.

## Origine
Zilaohu è un antico modo di dire cinese, nel XIX secolo era stato già tradotto in lingua inglese ("paper tiger") da John Francis Davis in un libro sulla storia della Cina, pubblicato nel 1936.
Nel 1946 Mao Zedong, capo dell'Esercito Popolare di Liberazione cinese e futuro presidente della Cina, rilasciò questa dichiarazione alla giornalista americana Anna Louise Strong: 
Tutti i reazionari sono tigri di carta [n. di r.: paper tigers nella versione inglese dell'intervista]. Apparentemente sono terribili, ma in realtà non sono poi tanto potenti.
Durante gli anni del Maoismo questa espressione metaforica, usata per definire un avversario solo apparentemente minaccioso, diventerà uno slogan ricorrente nei confronti dei nemici imperialisti della Cina, e in particolare degli Stati Uniti. 
L'espressione avrà un notevole successo nel mondo occidentale, anche grazie alla diffusione del Libretto rosso, che alle "tigri di carta" dedica un capitolo.

## Curiosità
Tigre di carta ha un significato equivalente al detto «tutto fumo e niente arrosto».
L'espressione "La Tigre di Carta" dà il nome ad una rivista mensile di arte e cultura, fondata a fine 2014, che basa la scelta dei propri argomenti sulla consulta dell'antico testo cinese del Libro dei Mutamenti, il sacro I Ching. Il tema estratto viene reinterpretato da diverse rubriche di carattere anche molto diverso fra loro.